# Mehmet Emin Buğra

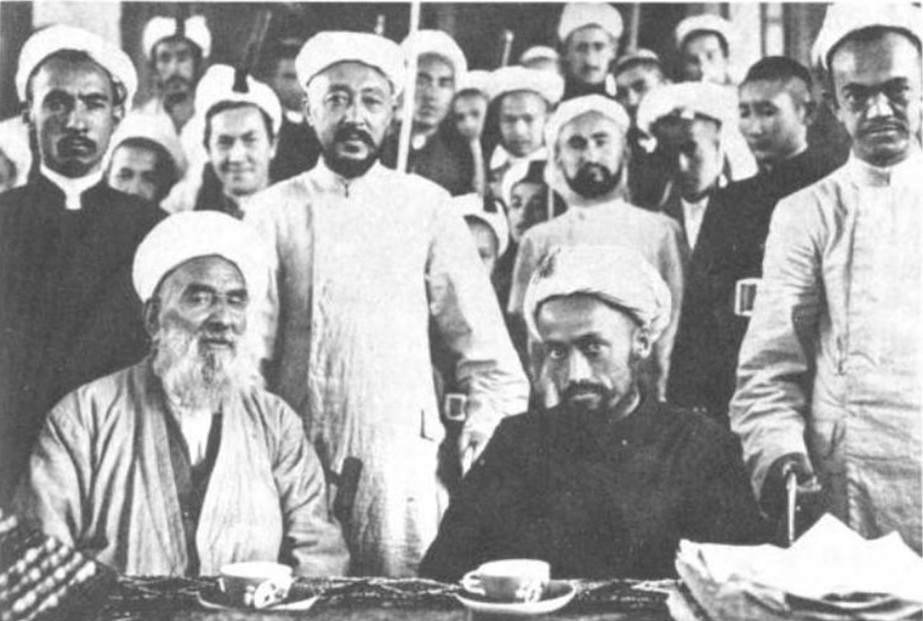
Buğra mit einem schwarzen Chapan (Kleidung der Rechtsgelehrten).

Mehmet Emin Buğra, eigentlich Memtimin Bughra (uigurisch مۇھەممەد ئىمىن بۇغرا Muḥammad Amīn Bughra, russisch Муххамад Эмин Бугро Muchchamad Emin Bugro, chinesisch 穆罕默德·伊敏, Pinyin Mùhǎnmòdé·Yīmǐn; * 22. April 1901; gestorben 29. April 1965), war ein turko-moslemischer Politiker, der an der Gründung der Islamischen Republik Ostturkestan beteiligt war. Bughra war Dschadidist.

## Leben
Mehmet Emin Buğra entstammte der reichen Familie Buğra aus Hotan. Zusammen mit seinen beiden Brüdern Nur Ahmad Jan Bughra und Abdullah Bughra hatte er 1930 eine Rebellion der Arbeiter der Goldminen von Surghak (Keriya uigurisch كېرىيە) und entlang der Flüsse Yurungkax und Karakax angezettelt und sich selbst als Emir eingesetzt.
Am 16. März 1933 riefen die Brüder die Unabhängigkeit von China aus. Zusammen mit anderen Kräften bemühten sie sich um Unabhängigkeit von China einerseits und der Sowjetunion andererseits. Nachdem aber Hoja Niyaz 1934 die Republik für aufgelöst erklärt und seine Truppen entlassen hatte, ging Buğra ins Exil nach Afghanistan.
Der chinesische Gouverneur Sheng Shicai hatte sich bemüht für Ruhe zu sorgen, indem er einige der Führer der Bewegung in verantwortliche Positionen setzte, unter anderem Hoja Niyaz und Yulbars Khan (in Di Hua (Ürümqi) und Kaschgar). Gleichzeitig entfremdeten jedoch Bildungsreformen, die grundlegende islamische Prinzipien angriffen, sowie die atheistische Propaganda, die noch stärker verbreitet wurde, die Bevölkerung von den Regierungsorganen. In Kaschgar wurde Mahmud Muhiti-Sijang, ein reicher Händler und ehemaliger Führer des Turpan-Aufstands von 1932 und einer der von Sheng Beauftragten, zum Hauptvertreter der Opposition. Im Frühling 1937 brach im Süden von Xinjiang erneut eine Rebellion aus.
In Afghanistan hatte mittlerweile Mehmet Emin Buğra unter Mohammed Haschim Khan dem japanischen Botschafter 1935 einen detaillierten Plan zur Gründung einer Ostturkestanischen Republik unter japanischer Beteiligung vorgelegt. Mahmud Muhiti sollte der Führer der Regierung in Xinjiang werden. Dieser Plan musste jedoch begraben werden, als Muhiti, unter Lebensgefahr aus Kaschgar nach Indien fliehen musste (2. April 1937), nachdem Sheng Shicai erfolglos versucht hatte, seine Truppe (6. Uigurische Division) zu entwaffnen.
Muhitis Flucht löste einen Aufstand seiner Truppen gegen die Provinzregierung aus. Diejenigen, die pro-sowjetisch eingestellt waren, wurden hingerichtet und eine weitere unabhängige muslimische Verwaltung unter der Leitung von General Abduniyaz, einem Vertrauten von Muhiti (getötet in Yarkant, 15. August 1937), wurde geschaffen. Abduniyaz übernahm Truppen in Stärke von ca. 4.000 Mann, mit 4 Regimentern. Sheng Shicais Truppen wurden besiegt und in einer heftigen Schlacht bei Karashahr im Juli 1937 vernichtet. Der Aufstand wurde jedoch von sowjetischen Truppen (Kyrgyz Brigade, 5.000 Mann aufgeteilt in Oshskaya- und Narinskaya-Regiment mit Panzergefährten, einem Panzerbataillon (21 BT-7) und Flugzeugen) im August 1937 niedergeschlagen.
1940 veröffentlichte Mehmet Emin Buğra das Buch Sharkiy Turkestan Tarihi (Ost Turkestans Geschichte) im Exil in Kaschmir, in dem er die Geschichte der Region von vorgeschichtlicher Zeit an bis zu seiner Zeit erläuterte und auch die Gründe für den Verlust der Unabhängigkeit im 18. Jahrhundert analysierte.
1940 wurden İsa Yusuf Alptekin und Ma Fuliang von Chiang Kai-shek nach Afghanistan gesandt. Sie nahmen Kontakt zu Bughra auf und baten ihn, nach Chongqing zu kommen, wo sich zu der Zeit die Hauptstadt der Kuomintang befand. Buğra wurde von den Briten 1942 als japanischer Spion festgenommen und die Kuomintang kümmerte sich um seine Freilassung. Daraufhin arbeitete er zusammen mit Alptekin als Herausgeber der muslimischen Publikationen der Kuomintang. Unter dem Regime von Zhang Zhizhong in Xinjiang war er Provincial Commissioner.
Buğra und sein Mitstreiter, der Pan-Türkist und Dschadidist Masud Sabri, wiesen die sowjetische Bezeichnung "Uigurenvolk" (Уйғурлар chin. Wéiwú'ěr) zurück, die die Sowjets für die Turkvölker Xinjiangs pauschal anwandten. Sie waren Streiter für die Bezeichnung "Turkische Ethnie" (chin. Tujue Zu). Masud Sabri betrachtete die Hui-Chinesen als muslimische Han-Chinesen und nicht als Stammverwandte. Die Namen "Türk" oder "Türki" wurden besonders von Buğra als Volksname verwendet. Er bekämpfte Sheng Shicai wegen seiner Einteilung der Turki-Muslime in unterschiedliche Ethnien, wodurch Uneinigkeit gestiftet werden sollte.
Im Dezember 1948 wurde Mehmet Emin Buğra von Chiang Kai Shek als Vize-Chairman der Regierung von Xinjiang eingesetzt unter Vorsitz von Burhan Shahidi. Er ging eine Allianz mit den chinesischen Nationalisten (Kuomintang) ein unter der Maßgabe, dass die Turkvölker unter der formalen Protektion der Republik China eine gewisse Autonomie erlangen sollten, während alle kommunistischen Kräfte in Xinjiang, inklusive der sowjetisch unterstützten Second East Turkestan Republic bekämpft werden sollten.
In der Folge wurden die "3 Effendis", (Üch Äpändi ئۈچ ئەپەندى) Isa Alptekin, Muhammad Amin Bughra und Masud Sabri von den Vertretern der Second East Turkestan Republic angegriffen als "Kuomintang-Marionetten".

## Exil
Als die chinesische Volksbefreiungsarmee im September 1949 Xinjiang erreichte, floh Buğra nach Indien, dann in die Türkei, wo er sich Isa Alptekin anschloss.
1954 begaben sich die beiden Politiker nochmals nach Taiwan um die Kuomintang-Regierung zu überzeugen, dass sie ihre Ansprüche auf Xinjiang fallen lassen sollten. Dieser Forderung wurde jedoch zurückgewiesen und Taiwan bekräftigte nochmals, dass sie Xinjiang als "einen integralen Teil von China" ansehen.
Mehmet Emin Buğra starb im Exil in der Türkei 1965.

## Vermächtnis
Die Islamische Turkestan-Partei, eine terroristische Partei, schrieb in ihrer Zeitschrift "Islamic Turkistan" (arabisch تركستان الإسلامية, uygur.: ئىسلامى تۈركىستان, Issue #1) über die Geschichte der Region, worin sie auf Buğra zurückgriff.